# Distrikt Chacayán
Der Distrikt Chacayán liegt in der Provinz Daniel Alcides Carrión in der Region Pasco in Zentral-Peru. Der Distrikt wurde am 30. Dezember 1918 gegründet. Er besitzt eine Fläche von 160 km². Beim Zensus 2017 wurden 2136 Einwohner gezählt. Im Jahr 1993 lag die Einwohnerzahl bei 3082, im Jahr 2007 bei 4008. Die Distriktverwaltung befindet sich in der 3357 m hoch gelegenen Ortschaft Chacayán mit 792 Einwohnern (Stand 2017). Chacayán liegt knapp 11 km ostnordöstlich der Provinzhauptstadt Yanahuanca.

## Geographische Lage
Der Distrikt Chacayán liegt im Andenhochland im zentralen Osten der Provinz Daniel Alcides Carrión. Er hat eine Längsausdehnung von 40 km. Der Río Chaupihuaranga, Oberlauf des Río Huertas, fließt entlang der westlichen Distriktgrenze nach Norden.
Der Distrikt Chacayán grenzt im Süden an den Distrikt Simón Bolívar (Provinz Pasco), im Westen an die Distrikte Yanahuanca, Vilcabamba, Tápuc und Páucar sowie im Osten an die Distrikte Santa Ana de Tusi und Goyllarisquizga.